# Pocco Lala
Der Pocco Lala ist ein Pkw-Modell der 2020er Jahre. Er wurde in China hergestellt und unter der Marke Pocco vertrieben.

## Beschreibung
Das Fahrzeug ist weitgehend baugleich mit dem Baizhi Daxiong. Die Maße stimmen exakt überein. Das einzige Produktionsjahr war 2022.
Der Lala war nach den kleineren Meimei und Duoduo das dritte Fahrzeug der Marke. Er ist 3390 mm lang, 1650 mm breit und 1595 mm hoch und gilt damit als Leichtfahrzeug. Der Radstand beträgt 2275 mm. Die geschlossene Karosserie mit vier Seitentüren plus großer Heckklappe bietet Platz für vier Personen.
Ein Elektromotor mit 29 kW Leistung treibt das Fahrzeug an.